# Innamorarsi a Manhattan
Innamorarsi a Manhattan (Little Manhattan) è un film del 2005 di Mark Levin. In Italia è uscito nei cinema il 28 luglio 2006 con un anno di ritardo.

## Trama
New York. Gabe Barton, un ragazzino di dieci anni, vive a Manhattan ed è sempre stato interessato al basket e ai videogiochi. Suo padre vorrebbe farlo diventare una stella del calcio piazzato, ma il bambino decide di iscriversi a un corso di karate. Al corso di karate ritrova Rosemary Telesco, una sua compagna di scuola di undici anni che conosce dai tempi dell'asilo nido. Lei appartiene alla classe alta e i genitori sono i produttori di una soap opera che va in onda tutti i giorni. Lui invece vive una situazione di crisi: i genitori sono separati in casa. I due ragazzi si iniziano a frequentare perché lei gli dà delle "ripetizioni" di karate, ma col tempo Gabe si innamora di Rosemary. Il mondo di Gabe cade quando Rosemary gli comunica che sta per partire per un campeggio estivo e che l'anno successivo andrà in una scuola privata. Dopo varie vicissitudini e litigi, su consiglio del padre che gli confessa di essere in rotta con la madre per non aver detto cose importanti, Gabe decide di dichiararsi alla ragazza e si reca da Rosemary che si trova a fare la damigella al matrimonio della zia. Rosemary, anche se dice che Gabe le piace, pensa di non essere abbastanza matura per l'amore. Questa cosa porterà infatti serenità anche nella famiglia di Gabe con i suoi genitori che si riconciliano.

## Accoglienza

### Risposta critica
Little Manhattan ha ricevuto per lo più recensioni positive dalla critica cinematografica. Su Rotten Tomatoes ha ottenuto un punteggio di approvazione del 77%, basato su recensioni di 31 critici. Il consenso del sito recita: "Little Manhattan è una dolce storia di un primo amore che offre una visione illuminante, seppur pragmatica, dell'amore e del corteggiamento." Metacritic le ha attribuito un punteggio di 52, basato su 10 recensioni, indicando valutazioni "miste o medie."

### Botteghino
Il film ha incassato 36.397 dollari nel weekend di apertura negli Stati Uniti e, al 18 dicembre 2005, aveva raggiunto un incasso totale di 385.373 dollari. L'incasso mondiale totale è stato di 1.117.920 dollari.